# Vista del jardín de la Villa Medici de Roma con la estatua de Ariadna
La Vista del jardín de la Villa Medici de Roma con la estatua de Ariadna, también conocido como El pabellón de Ariadna-Logia de Cleopatra o El mediodía para diferenciarlo de su compañero, La entrada de la gruta o La tarde, es un óleo pintado por Velázquez durante su primer viaje a Italia, entre 1629 y 1631.

## Historia y datación
Francisco Pacheco cuenta, y así lo repite Antonio Palomino, que en el verano de 1630 Velázquez se estableció en la Villa Médici, tras alojarse en los palacios del Vaticano, favorecido por el cardenal Barberini, sobrino del pontífice Urbano VIII. También consta que en aquel primer viaje, que podría considerarse como viaje de estudio, hizo gran número de dibujos y copias de esculturas greco-romanas, así como de pinturas de Miguel Ángel, Rafael y los maestros venecianos. 
Carl Justi y Aureliano Beruete, entre los primeros biógrafos de Velázquez, consideraron por ello que estos dos pequeños «estudios» habrían sido realizados en aquel momento. Sin embargo, en 1913 Von Loga propuso retrasar la fecha de su ejecución al segundo viaje, entre 1649 y 1651, por considerar demasiado avanzada la técnica en él empleada, lo que inmediatamente sería admitido por buena parte de la crítica. En apoyo de esta última hipótesis, sostenida por Jonathan Brown, Enriqueta Harris advirtió que en 1648-1649 la «logia» estaba tapiada con motivo de unas obras, como se puede ver en La entrada de la gruta. Además se apuntaba que Velázquez al abordar estos cuadros debía conocer los paisajes de Claudio de Lorena y sus dibujos del natural, fechados entre 1640 y 1645.
López-Rey, casi en solitario, además de recordar las afirmaciones de Pacheco, defendió que la ligereza en el toque de pincel y la pintura a plena luz -a «plein air»- para acentuar la luminosidad de las formas, no eran incompatibles con el primer viaje, como demuestra el trozo de paisaje de La túnica de José, mientras la transparencia en las figuras recuerda lo que el propio Velázquez iba a hacer poco después en La rendición de Breda y se apuntaba también en Una sibila del Museo del Prado, que reúne las mismas características de estudio rápido. Los estudios técnicos realizados en el Museo del Prado, finalmente, han venido a confirmar su ejecución en la fecha más temprana, al advertirse la identidad de la preparación del lienzo con el de la mencionada Sibila.
Podría tratarse de uno de los cuatro pequeños países comprados a Velázquez en 1634 por el protonotario de Aragón Jerónimo de Villanueva por cuenta del rey. En 1666 se inventariaban en el Alcázar de Madrid un «país» y un «jardín» de mano de Velázquez, ambos de reducidas dimensiones, que nuevamente pudieran ser estos. En 1734, entre las pinturas rescatadas del incendio, se inventariaron dos cuadros con ruinas de Velázquez, vueltos a citar con mayor precisión en 1747 como país con una ruina y una estatua antigua con dos personajes y otro de unas ruinas con árboles. En el Palacio del Buen Retiro, siempre mejor valorado que su homólogo, mantuvo la atribución a Velázquez en los distintos inventarios, en tanto La entrada a la gruta pasó a ser considerada obra de Mazo. Se incorporó al Museo del Prado en 1819 procedente de las colecciones reales.

## El tema y su técnica
El motivo representado es un jardín cerrado por una serliana (arco flanqueado por dos huecos adintelados) dando cobijo a una de las copias de la escultura helenística de la Ariadna dormida, como la que el propio Velázquez trajo de Italia en su segundo viaje. La serliana actúa como una balconada abierta a un paisaje en el que destacan algunos cipreses, iluminado con un sol de mediodía que se cuela entre las frondosas copas de los árboles del jardín matizando con destellos de luz intensa las siluetas vaporosas de unos personajes episódicos, tan ligeramente dibujados que en ellos se transparenta el fondo.
La principal novedad del lienzo estriba en su inmediatez, habiéndolo pintado del natural con ligeras pinceladas, directamente al óleo y a plena luz, lo que sólo algunos artistas holandeses establecidos en Roma habían hecho para esas fechas, si bien estos, a diferencia de Velázquez, se habían servido siempre del lápiz, la pluma o la aguada para sus apuntes rápidos, como poco después haría también Claudio de Lorena en sus célebres estudios del natural.